# 1929 en sport automobile
Chronologie du Sport automobile
1928 en sport automobile - 1929 en sport automobile - 1930 en sport automobile

## Faits marquants de l'année1929
- Le Néerlandais Sprenger van Eijk remporte le Rallye Monte-Carlo sur une Graham-Paige.

## Par mois

### Mars
- 11 mars : à Daytona Beach, Henry Segrave établit un nouveau record de vitesse terrestre : 372,66 km/h.
- 24 mars : Grand Prix automobile de Tripoli.

### Avril
- 14 avril : Grand Prix automobile de Monaco.

### Mai
- 5 mai : Targa Florio.
- 19 mai : Grand Prix automobile des Frontières.
- 30 mai : 500 miles d'Indianapolis.

### Juin
- 15 juin : départ de la septième édition des 24 Heures du Mans.
- 16 juin : victoire de Woolf Barnato et Henry Birkin aux 24 Heures du Mans. Les quatre premières places de la course sont remportées par des voitures britanniques Bentley.
- 30 juin : Grand Prix automobile de France.

### Juillet
- 14 juillet : Grand Prix d'Allemagne.

### Août
- 17 août : RAC Tourist Trophy.

### Septembre
- 15 septembre : Grand Prix automobile de Monza.

### Novembre
- 17 novembre : Grand Prix automobile de Tunisie.

## Naissances
- 29 janvier : Jerry Hoyt, pilote automobile d'IndyCar américain, († 10 juillet 1955).
- 15 février : Graham Hill, pilote anglais, champion du monde de Formule 1 en 1962 et 1968.  († 29 novembre 1975).
- 7 mars : Gérard Crombac, surnommé « Jabby », journaliste suisse spécialisé dans la compétition automobile. († 18 novembre 2005).
- 10 avril : Mike Hawthorn, pilote anglais, champion du monde de Formule 1 en 1958. († 22 janvier 1959).
- 15 juillet : Ian Stewart, pilote écossais, († 19 mars 2017).
- 18 août : Jimmy Davies, pilote originaire des États-Unis. († 11 juin 1966).
- 17 septembre : Stirling Moss, pilote britannique.
- 19 septembre : Marcel Martin, pilote français.
- 19 novembre : Jean Blaton, pilote belge.
- 18 décembre : Robert Frederick Bob Jane, pilote australien.